# Wladimir Grigorjewitsch Jermolajew

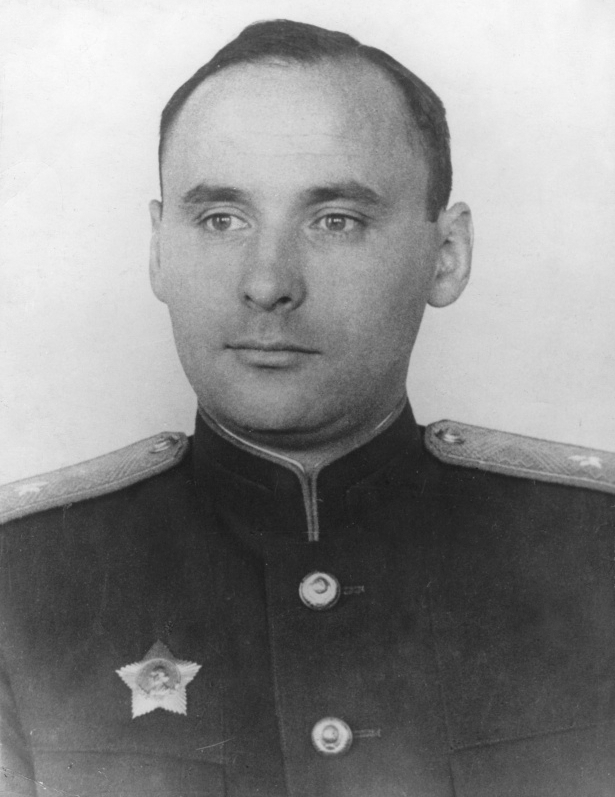
Wladimir Jermolajew (1944)

Wladimir Grigorjewitsch Jermolajew (russisch Владимир Григорьевич Ермолаев, wiss. Transliteration Vladimir Grigor'evič Ermolaev; * 22. August 1909; † 31. Dezember 1944) war ein sowjetischer Flugzeugkonstrukteur.
Jermolajew schloss im Jahr 1931 die Moskauer Lomonossow-Universität ab und arbeitete als Ingenieur an der Konstruktion der Bartini Stal-7 (Сталь-7) mit. Nach der Inhaftierung von Robert L. Bartini übernahm er 1939 dessen Konstruktionsbüro (OKB), dessen  wesentliche Entwicklung die auf der Stal-7 basierende Jermolajew Jer-2 war, ein zweimotoriger Fernbomber.
1944 wurde Jermolajew zum Generalmajor der Pioniertruppen befördert und mit dem Suworow-Orden II. Klasse ausgezeichnet.
Jermolajew starb am 31. Dezember 1944 an Typhus.